# Жене, Вероник
Вероник Жене (Жене́ст; фр. Véronique Genest; род. 26 июня 1956 года, Мо, Франция) — французская актриса. Больше всего известна главной ролью полицейского Жюли Леско (фр. Julie Lescaut) в одноимённом телесериале.

## Биография
Одна из самых высокооплачиваемых французских «сериальных» актрис, владелица продюсерского агентства.
Настоящее имя Вероник Комбуйо (Вероник Раймонд Мари Комбуйо, Véronique Raymonde Marie Combouilhaud). В возрасте 10 лет, после смерти отца, семья перебралась в Эльзас, мать снова вышла замуж, а Вероник была отправлена на воспитание в религиозное заведение «Дамы Святого Людовика» с весьма строгим уставом, но непоседливый характер девочки доставлял много хлопот сестрам, и через несколько лет они отослали её назад. По некоторым сведениям, Вероник обвиняли в том, что она столкнула директрису с лестницы.
В 14 лет присоединилась к любительской театральной труппе Компания Круглого Стола, и впервые выступила на сцене. По достижении совершеннолетия отправилась в Париж вместе с братом Оливье, но не смогла поступить в Консерваторию, и некоторое время была вынуждена работать гримершей.
Первую небольшую роль сыграла в 1980 году в фильме Франсиса Жиро «Банкирша». В следующем году исполнила свою первую главную роль — в мини-сериале «Нана», экранизации одноименного романа Эмиля Золя.
Постановщик сериала нашёл её имя малоподходящим для кинематографа и убедил взять псевдоним. В этом качестве актриса выбрала патроним своей бабки.
Самой известной актерской работой Вероник Жене, принесшей ей успех у публики, была главная роль в детективном сериале «Жюли Леско» (1992—2014, 22 сезона, 101 эпизод).
В 1992 году вышла замуж за разведённого отца двоих детей Мейера Бокобса (Meyer Bokobza), 27 июля 1996 родила сына Сама. Брат, с которым она в 1989 году открыла ресторан Courrier Sud («Южный Почтовый», назван в честь Сент-Экзюпери) на улице Фурси, умер в 1993 году от СПИДа.
Вместе с мужем основала производственную компанию Sam et Compagnie. Купив участок земли на Корсике, близ Кальви, супруги построили там дом свой мечты.
Вероник Жене известна как большая любительница и коллекционерка мотоциклов.
В 2013 году, после скандального разоблачения покойного немецкого актера Хорста Тапперта, исполнителя главной роли в популярном сериале «Инспектор Деррик», оказавшегося бывшим офицером Ваффен СС, сатирический сайт Le Gorafi опубликовал шуточный материал о «расследовании» в отношении «военного прошлого» Вероник Жене, о деятельности которой до 1956 года «загадочным образом» ничего определенного не известно.

## Фильмография
| Год       |   | Русское название           | Оригинальное название      | Роль                    |
| --------- | - | -------------------------- | -------------------------- | ----------------------- |
| 1980      | ф | Банкирша                   | La Banquiere               |                         |
| 1981      | с | Нана                       | Nana                       | Нана                    |
| 1982      | ф | Ги де Мопассан             | Guy de Maupassant          | Фанни                   |
| 1982      | ф | Необходимая самооборона    | Legitime Violence          | Люси Каслер             |
| 1983      | ф | Я вышла замуж за тень      | J'ai épousé une ombre      | Патриция Мэйран         |
| 1987      | ф | Следите за взглядом        | Suivez mon regard          |                         |
| 1987      | ф | Ассоциация злоумышленников | Association de malfaiteurs | комиссар Моник Лемерсье |
| 1991      | ф | Мечтать не вредно          | On peut toujours rêver     | проститутка             |
| 1992—2014 | с | Жюли Леско                 | Julie Lescaut              | Жюли Леско              |
| 1997      | ф | Прямо в стену              | Droit dans le mur          | Марьям                  |

### Продюсер
- 2003 — «Une femme si porfaite»
- 2005 — «Un transat pour huit»
- 2007 — «Dame dJzieu»
- 2007 — «Три Жанны» — Спектакль в Париже.

Во всех трёх фильмах играет главную роль.

## Награды
- 1996, 1999 и 2001 — 7d’or (награда лучшая актриса года).
- 2001 — приз «Film Francais».
- 2003 — главный приз зрительских симпатий на фестивале в Сен-Тропе

В 2004 году президент Франции Жак Ширак наградил её Орденом Почётного легиона за заслуги перед Францией.